# Mokkurkalfe
Mokkurkalfe eller Møkkurkalfe var en golem af ler i norrøn mytologi, omtalt i Skaldskaparmal.
Mokkurkalfe blev vakt til live ved trolddom, da jætten Hrungner havde brug for hjælp i kamp mod Tor. Mokkurkalfe var kæmpestor, men med et hjerte taget fra en hoppe, og han tissede i bukserne af skræk, da han fik øje på Tor. Tors hjælper Tjalfe angreb så Møkkurkalfe, der faldt uden hæder.